# 晶片實驗室
實驗室晶片(Lab-on-a-chip)是泛指能整合多種化學、生物分析功能於單一小型晶片上，處理非常微小液量（不到數皮升, picoliter）的技術，有時又稱微型全分析系統（Micro Total Analysis Systems, µTAS）。典型製造法是使用微機電系統技術製出微小尺度的渠道，致動器，傳感器等。

## 主要優點
- 更精確的實驗過程控制。
- 使用少量的檢測樣品及試劑，降低昂貴的試劑和樣品成本。
- 分析速度快。
- 平行處理大量的樣品。